# 菅野村強盗殺人・放火事件
菅野村強盗殺人・放火事件（すがのむらごうとうさつじんほうかじけん）とは、1949年（昭和24年）6月10日に兵庫県飾磨郡菅野村（現・姫路市）で起こった強盗殺人および放火事件。犯人のYは戦後の日本では初めて死刑判決が確定した女性（女性死刑囚）だが、後年には恩赦により無期懲役に減刑された。

## 事件
1949年6月10日、菅野村の主婦Y（当時34歳）が知人の老夫婦から借金を断られ、侮辱的な言葉を浴びせられた腹いせに、老夫婦宅に強盗目的で侵入。侵入に気付かれたと思い、老夫婦の妻を鎌で殺害後、現金1万8千円などを奪い、妻の遺体に火をつけ逃走。夫は救出されたが、数日後に病死する。Yは奪った金で借金を返済していたが、妻が生前、紙幣に番号を書き込んでいたことから犯行が発覚。同月15日にYを逮捕。
Yは看護婦として勤務していたが、結婚を機に離職。7人の子供を育てていたが、婿養子である夫は病弱で怠け者で、Yは常に金策に苦しみ、老夫婦をはじめ数軒の家から借金をしていた。老夫婦から借りた金を返せないまま、老夫婦に次の借金を頼みに行き、老夫婦の妻から身体を売ってでも金策しろとの旨の言葉を言われ、この言葉に怒りを覚えたYは強盗を決意。

## 死刑判決から無期懲役へ
- 1949年（昭和24年）12月26日 - 神戸地裁姫路支部にて死刑判決。
- 1950年（昭和25年）9月4日 - 大阪高裁が被告人Yの控訴を棄却。
- 1951年（昭和26年）7月10日 - 最高裁が被告人Yの上告を棄却。

Yは戦後日本初の女性死刑囚であった。死刑確定後、大阪拘置所に拘置された。Yは死刑を覚悟して、浄土真宗の門徒となり、俳句を詠んだりするなど模範囚として過ごしていたが、1953年（昭和28年）から顕著な異常言動が現われたことから、一時死刑執行停止となった（刑事訴訟法第479条第1項）。
法務省はYの特別恩赦の検討開始。遺族の許しを得ようと打診するものの、遺族は頑なに拒否。1960年代後半になっても遺族の拒否は変わらなかった。1969年（昭和44年）、当時の法務大臣である西郷吉之助が、前年に廃案となった再審特例法案の代わりとして、GHQ占領下で起訴された死刑確定事件6件7名に対して「恩赦は慎重に検討する」ことを言及、中央更生保護審査会が受刑者の恩赦の検討を行った。
中央更生保護審査会は、犯行当時、夫と子供が生活に苦しんでおり動機に同情すべき点があること、犯行に対して反省する気持ちが強いこと、拘禁性精神病にかかっていることなどを理由に恩赦を決定。1969年（昭和44年）9月2日、Yは無期懲役に減刑となり、八王子医療刑務所に移送。1972年（昭和47年）に和歌山刑務所に移送されたが結核を患い、奈良県の療養所に収容され、1978年（昭和53年）3月4日に病死。享年63。